# Dobrujewo
Dobrujewo (niem. Albertshof) – część wsi Długołęka w Polsce, położona w województwie warmińsko-mazurskim, w powiecie lidzbarskim, w gminie Lidzbark Warmiński.
W latach 1975–1998 Dobrujewo należało administracyjnie do województwa olsztyńskiego.

## Nazwa
17 października 1949 r. ustalono urzędową polską nazwę miejscowości – Dobrujewo, określając drugi przypadek jako Dobrujewa, a przymiotnik – dobrujewski.